# Курбатов, Николай Николаевич
Николай Николаевич Курбатов (16 июля 1886, Орёл — до 6 марта 1967) — русский военный лётчик, подполковник, участник Первой мировой войны, кавалер Георгиевского оружия (1916). После Октябрьской революции служил в рядах Красной армии. В 1937 году был осуждён по ложному обвинению. Реабилитирован в 1967 году.

## Биография
Николай Курбатов родился 16 июля 1886 года в Орле в семье мещан. Общее образование получил в Орловском Александровском реальном училище, которое окончил в 1905 году. Затем до 1908 года обучался в Михайловском артиллерийском училище.
15 июня 1908 год был выпущен из артиллерийского училища в чине подпоручика и направлен служить в Свеаборгскую крепостную артиллерию. 28 июня того же года занял должность младшего офицера 3-й роты. С 11 января по 11 мая 1909 года обучался на Офицерских фехтовально-гимнастических курсах. 25 мая 1909 года был переведён на должность младшего офицера в 8-й роте. 3 сентября 1910 года был произведён в поручики. В сентябре — ноябре того же года служил учителем в учебной команде. 3 ноября 1910 года был переведён на должность младшего офицера в 9-й роте. С 24 октября 1911 года по 21 октября 1912 года проходил курс обучения в Офицерской воздухоплавательной школе. 21 октября того же года был переведён в Сибирский воздухоплавательный батальон, где 23 ноября занял должность младшего офицера 1-й роты, а с 29 ноября по 2 декабря был временно командующим этой роты. 16 января 1913 года был назначен младшим офицером 2-й роты, а затем занял должности начальника нестроевой команды и младшего офицера 3-й роты. 8 февраля 1914 года был прикомандирован к Владивостокской воздухоплавательной роте и в тот же день был назначен исправляющим должность начальника наблюдательной станции. В должности находился до 25 мая 1914 года. 2 июня 1914 года Курбатов был откомандирован в Сибирскую воздухоплавательную роту.
После начала Первой мировой войны, 21 августа 1914 года снова был отправлен на обучение в Офицерскую воздухоплавательную школу. 31 августа 1914 года был произведён в штабс-капитаны, а 29 октября завершил обучение в воздухоплавательной школе и получил звание военного лётчика. С 15 ноября 1914 года служил в Новогеоргиевском крепостном авиационном отряде. 11 июня 1915 года Курбатов был прикомандирован к 5-му Сибирскому корпусному авиационному отряду, который воевал в составе Кавказской армии, и уже через 10 дней после этого стал исправляющим должность начальника отряда, а в сентябре того же года был утверждён в этой должности. Отличился в ходе Алашкертской операции летом 1915 года, выявив в нескольких разведвылетах перегруппировку и сосредоточение турецких войск, доставленные о которых сведения способствовали принятию верных оперативных решений командованием армии. 16 марта 1916 года отряд под его командованием был переформирован в 3-й Кавказский авиационный отряд. 23 декабря 1916 года Курбатов был назначен исправляющим должность помощника инспектора авиации Кавказской армии. 7 января сдал командование авиаотрядом, а 17 января вступил в должность помощника инспектора авиации Кавказской армии. С 5 мая по 14 сентября 1917 года был исправляющим обязанности инспектора авиации Кавказской армии, затем вернулся к исполнению своей прежней должности 8 сентября 1917 года был произведён в капитанский чин. 11 октября 1917 года был отправлен в Николаевскую военную академию, а 25 ноября произведён в подполковники.
2 марта 1918 года Курбатов окончил ускоренные курсы военной академии. В апреле вернулся на прежнее место службы, где ему предоставили месячный отпуск. Затем демобилизовался, проживал в Орле.
8 июня 1920 года добровольно вступил в Красную армию. 31 марта 1921 года стал помощником начальника Научно-опытного аэродрома Рабоче-крестьянского Красного воздушного флота (РККВФ) по технической части, 14 сентября 1922 года был назначен начальником отделения авиации и гидроавиации в Оперативно-строительном отделе Управления Военно-воздушных сил Красной армии (ВВС РККА), а вскоре после этого стал начальником Отдела специальной службы штаба ВВС РККА. 27 февраля 1923 года Курбатов был назначен помощником начальника Оперативного отдела штаба ВВС РККА, а 27 марта 1924 года — начальником 3-го отдела штаба ВВС РККА, который отвечал за земное оборудование. 27 октября того же года он стал лётчиком-наблюдателем, а в 1925 году — лётчиком-наблюдателем Научно-опытного аэродрома ВВС РККА.
Перешёл на преподавательскую работу. 1 октября 1926 года работал в 3-й военной школе лётчиков и лётчиков-наблюдателей им. К. Е. Ворошилова, где был преподавателем и руководителем класса воздушной стрельбы. 22 мая 1927 года он был назначен на преподавательскую должность в академии военно-воздушного флота имени Н. Е. Жуковского, а 1 октября того же года утверждён в этой должности. 9 декабря 1927 года Курбатов занял должность старшего руководителя кафедры огневой подготовки в академии.
22 сентября 1932 года он был назначен инженером по вооружению 17-й авиационной бригады, затем занимал ту же должность в 26-й тяжелобомбардировочной авиационной бригаде. 19 марта 1936 года начал преподавать воздушную стрельбу в 8-й военной школе пилотов и Авиационной эскадрилье высшего пилотажа. 22 марта того же года получил звание военного инженера 1-го ранга.
В июне 1937 года Николай Николаевич Курбатов был арестован и осуждён по ложному обвинению, в том же месяце был уволен из армии. 12 января 1967 года он был реабилитирован. 6 марта того же года его исключили из списков офицерского состава Вооруженных сил СССР «ввиду смерти». По другим данным, был расстрелян в 1937 году.

## Награды
Николай Николаевич был удостоен следующих наград:
- Георгиевское оружие (Высочайший приказ от 31 мая 1916[7])
— «за то, что, исправляя должность начальника 5-го Сибирского авиационного отряда, воздушной разведкой, произведенной 23-го июля и 2-го августа 1915 г., он установил передвижение частей турок из Пассинской долины в долину Евфрата, что дало основания командиру 1-го корпуса принять решение — перейти частями корпуса в наступление на фронте, дабы не дать туркам всеми силами навалиться на четвертый наш корпус. Турки действительно вынуждены были оставить в Пассинской долине не менее 24 таборов при 36—40 орудиях, чем облегчшась задача наших войск в долине Евфрата. Во время воздушной разведки поднимаясь, ввиду большой абсолютной высоты местности, лишь на высоту не более 1000—1500 футов, штабс-капитан Курбатов, подвергался сильному обстрелу пехоты и артиллерии турок, причём крылья аппарата были прострелены; тем не менее летчик успел сделать, как выше сказано, весьма ценные наблюдения и фотографические снимки»;
- Орден Святого Владимира 4-й степени с мечами и бантом (Высочайший приказ от 15 июля 1915);
- Орден Святой Анны 2-й степени с мечами (Приказ по Кавказской армии № 158 от 29 марта 1916);
- Орден Святой Анны 4-й степени с надписью «За храбрость» (Высочайший приказ от 23 марта 1916);
- Орден Святого Станислава 3-й степени (Высочайший приказ от 25 декабря 1912)
— «за окончание Офицерской воздухоплавательной школы»;
- Военный крест (Великобритания, 1 сентября 1917).